# Indywidualne Mistrzostwa Wielkiej Brytanii na Żużlu 1973

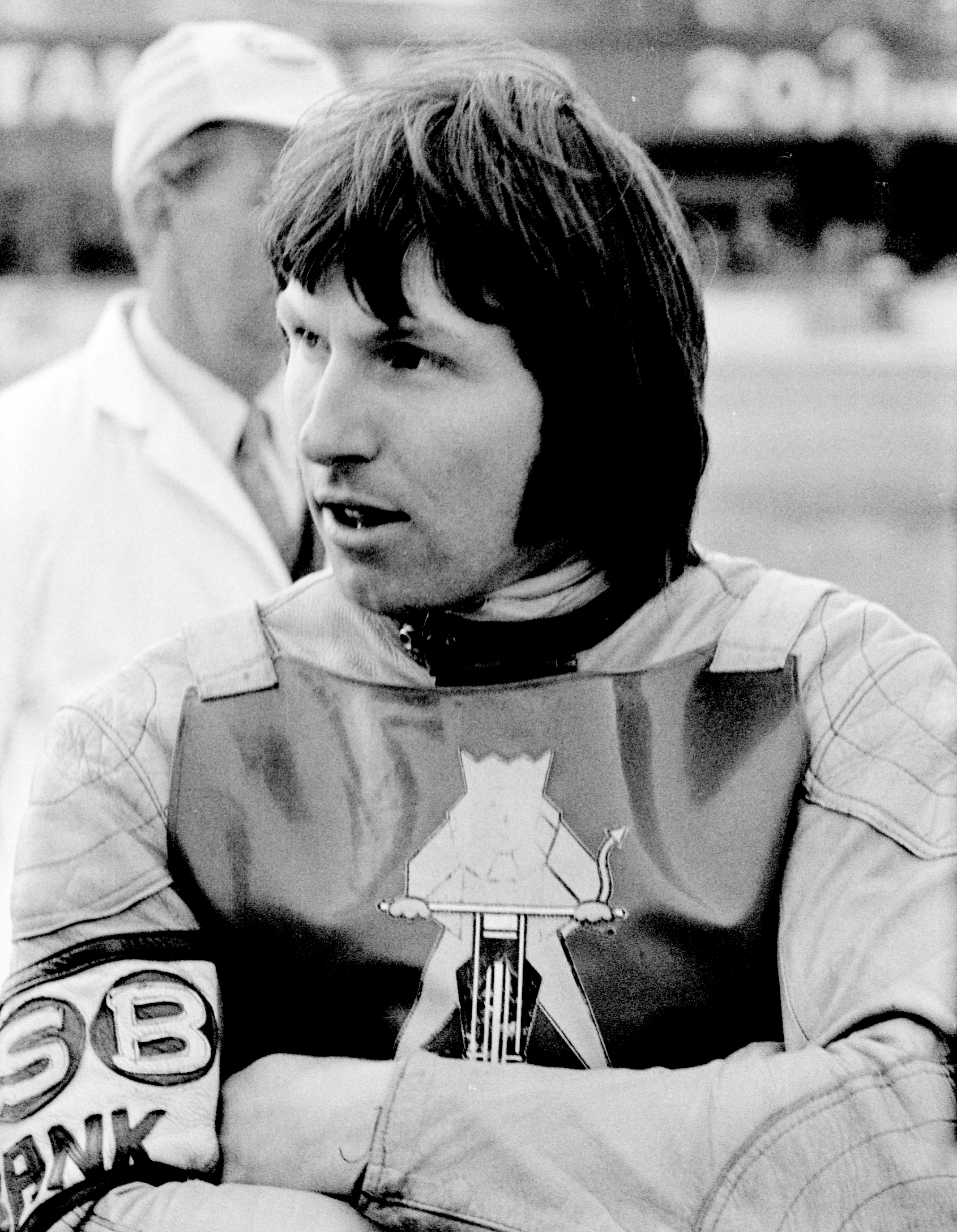
Ray Wilson - mistrz Wielkiej Brytanii 1973

Indywidualne mistrzostwa Wielkiej Brytanii na żużlu − cykl turniejów żużlowych mających wyłonić najlepszych żużlowców brytyjskich w 1973 roku. Tytuł wywalczył Ray Wilson z Leicester Lions.

## Wyniki

### Półfinał pierwszy
- 5 czerwca 1973 r. (wtorek),  Leicester

| Msc. | Zawodnik        | Klub             | Pkt |  |  |
| ---- | --------------- | ---------------- | --- |  |  |
| 1    | Ivan Mauger     | Belle Vue Aces   | 14  |  |  |
| 2    | John Louis      | Ipswich Witches  | 13  |  |  |
| 3    | Chris Pusey     |                  | 12  |  |  |
| 4    | Jim McMillan    |                  | 10  |  |  |
| 5    | Rick France     |                  | 9   |  |  |
| 6    | Peter Collins   | Belle Vue Aces   | 9   |  |  |
| 7    | Bob Valentine   |                  | 8   |  |  |
| 8    | Tony Davey      |                  | 8   |  |  |
| 9    | Garry Middleton | Coventry Bees    | 8   |  |  |
| 10   | Alan Wilkinson  |                  | 7   |  |  |
| 11   | Doug Wyer       | Sheffield Tigers | 7   |  |  |
| 12   | Arnold Haley    |                  | 6   |  |  |
| 13   | Bob Humphreys   |                  | 6   |  |  |
| 14   | Eric Broadbelt  |                  | 2   |  |  |
| 15   | Bob Kilby       | Exeter Falcons   | 1   |  |  |
| 16   | Nigel Boocock   | Coventry Bees    | 0   |  |  |

Awans: 8 do finału

### Półfinał drugi
- 7 czerwca 1973 r. (czwartek),  Londyn – Wimbledon

| Msc. | Zawodnik        | Klub                   | Pkt |  |  |
| ---- | --------------- | ---------------------- | --- |  |  |
| 1    | John Boulger    | Leicester Lions        | 14  |  |  |
| 2    | Martin Ashby    | Swindon Robins         | 13  |  |  |
| 3    | Eric Boocock    | Halifax Dukes          | 10  |  |  |
| 4    | Malcolm Simmons | King’s Lynn Stars      | 10  |  |  |
| 5    | Ray Wilson      | Leicester Lions        | 10  |  |  |
| 6    | Terry Betts     | King’s Lynn Stars      | 10  |  |  |
| 7    | Mick Bell       |                        | 9   |  |  |
| 8    | Pete Smith      | Poole Pirates          | 9   |  |  |
| 9    | Roy Trigg       | Newport Wasps          | 7   |  |  |
| 10   | Gary Peterson   |                        | 5   |  |  |
| 11   | Barry Thomas    | Hackney Hawks          | 5   |  |  |
| 12   | Malcolm Ballard |                        | 5   |  |  |
| 13   | Geoff Maloney   |                        | 4   |  |  |
| 14   | George Hunter   |                        | 3   |  |  |
| 15   | Bruce Cribb     | Cradley Heath Heathens | 3   |  |  |
| 16   | Bill Andrew     |                        | 1   |  |  |

Awans: 8 do finału

### Finał
- 21 czerwca 1973 r. (czwartek),  Sheffield

| Msc. | Zawodnik        | Klub              | Pkt  |               |  |
| ---- | --------------- | ----------------- | ---- | ------------- |  |
| 1    | Ray Wilson      | Leicester Lions   | 13   | (3,3,2,2,3)   |  |
| 2    | Bob Valentine   |                   | 12+3 | (3,3,2,2,2)   |  |
| 3    | Peter Collins   | Belle Vue Aces    | 12+2 | (2,3,3,2,2)   |  |
| 4    | John Boulger    | Leicester Lions   | 12+1 | (2,1,3,3,3,1) |  |
| 5    | Ivan Mauger     | Belle Vue Aces    | 10   | (3,1,3,3,t)   |  |
| 6    | Eric Boocock    | Halifax Dukes     | 9    | (2,2,0,3,2)   |  |
| 7    | Tony Davey      |                   | 9    | (3,2,2,1,1)   |  |
| 8    | Rick France     |                   | 8    | (1,1,2,1,3)   |  |
| 9    | John Louis      | Ipswich Witches   | 7    | (1,1,2,1,3)   |  |
| 10   | Martin Ashby    | Swindon Robins    | 6    | (1,3,1,1,0)   |  |
| 11   | Garry Middleton | Coventry Bees     | 5    | (1,0,1,0,3)   |  |
| 12   | Peter Smith     | Poole Pirates     | 5    | (0,2,1,1,1)   |  |
| 13   | Terry Betts     | King’s Lynn Stars | 4    | (1,2,u,u,1)   |  |
| 14   | Mick Bell       |                   | 4    | (2,0,0,0,2)   |  |
| 15   | Malcolm Simmons | King’s Lynn Stars | 2    | (0,1,1,0,0)   |  |
| 16   | Jim McMillan    |                   | 2    | (0,0,0,2,0)   |  |
|      | Chris Pusey     |                   |      |               |  |

Uwaga!: Garry Middleton zastąpił nieobecnego Chrisa Puseya